# LyX
LyX (стилизованное написание {\displaystyle \mathbf {L} \!{}_{\mathbf {\displaystyle Y} }\!\mathbf {X} }; произносится «ликс») — свободный процессор документов, основанный на системе компьютерной вёрстки LaTeX. LyX является кроссплатформенным программным обеспечением и имеет готовые сборки для Linux, Windows, macOS, а также неофициальные сборки для Haiku и OS/2.

## Идеология
LyX придерживается парадигмы WYSIWYM (англ. what you see is what you mean, примерный перевод — «видишь то, что подразумеваешь»), которая противопоставляется идеям WYSIWYG, используемым в обычных текстовых процессорах. В соответствии с этой парадигмой пользователь пишет текст и определяет его семантическую структуру, помечая содержимое в соответствии с его смыслом, назначением в документе. Задание внешнего вида возлагается на редактор, который генерирует выходной файл в соответствии с набором правил, определяющих внешний вид документа.
В LyX структура документа частично определяется шаблоном, выбранным для него. Эти шаблоны соответствуют классам документов LaTeX. Процесс генерации выходного файла выполняется в два этапа. Первый этап состоит в преобразовании из внутреннего формата в LaTeX, на втором этапе LaTeX-процессор используется для генерации выходного документа в необходимом формате (DVI, PDF, и т. д.). Преимущество этого подхода в том, что LyX может предоставить любой формат, в который может быть сконвертирован LaTeX файл.

## История
Маттиас Эттрих начал разработку shareware-программы под названием Lyrix в 1995 году.
Программа была анонсирована в USENET, где привлекла большое внимание в течение последующих лет.
Вскоре после первого релиза название Lyrix было сменено на LyX ввиду конфликта имён с текстовым процессором компании SCO. Новое название являлось укороченной версией старого и, кроме того, хорошо подходило для расширения имён файлов в стиле MS DOS (*.lyx). LyX сменил лицензию на GNU General Public License, что открыло проект для open-source сообщества.
Значительно усовершенствованная версия 2.0.0 была выпущена 8 мая 2011 года.

## Возможности
- GUI с системой меню, настраиваемые сочетания клавиш;
- автодополнение текста;
- WYSIWYG-редактор таблиц;
- визуальный редактор формул с возможностью ввода команд LaTeX;
- копирование/вставка исходного кода LaTeX;
- стандартные операции текстовых процессоров: вырезание/вставка, работа с несколькими документами, отмена/возврат правок, проверка правописания (при помощи GNU Aspell);

- импорт и экспорт различных форматов (LaTeX, PDF, Postscript, DVI, ASCII, HTML, DocBook, OpenDocument, RTF, MS Word и других) с помощью настраиваемых конверторов;
- поддержка языков с письмом справа-налево, таких как иврит и арабский, и различных систем письма (включая ККЯ);
- базовая поддержка различных систем компьютерной алгебры — Maple, Maxima, Octave, Mathematica
- просмотрщик исходного кода для LaTeX и DocBook;
- поддержка инструментов SGML (DocBook DTD);
- поддержка грамотного программирования (noweb, Sweave);
- отслеживание изменений и поддержка внешних систем контроля версий (Git, SVN, CVS);
- продвинутые возможности для создания меток, ссылок, указателей и библиографии (включая развитую поддержку BibTeX);
- автоматически нумеруемые заголовки разделов, создание гипертекстового оглавления, списков иллюстраций/таблиц;
- режим вывода иерархического оглавления облегчает навигацию по документу и позволяет перемещать готовые части и разделы;
- поддержка множества графических форматов (включая XFig, Dia и другие);
- WYSIWYG-редактор для обрезки, вращения и масштабирования изображений;
- шаблоны для различных видов текстов, позволяющие печатать письма, статьи, книги, сценарии, LinuxDoc, слайды, презентации, также имеются шаблоны некоторых видов текстов для научных сообществ, таких как Американское математическое общество, APS, IEEE.